# Achille Delattre
Achille Delattre (* 24. August 1879 in Pâturages, Hennegau, Belgien; † 13. Juli 1964 in Baudour, Hennegau, Belgien) war ein belgischer Politiker der Parti ouvrier belge (POB).

## Biografie
Delattre war ursprünglich Bergarbeiter und von 1891 bis 1904 in einem Bergwerk in Pâturages tätig. Danach war er Redakteur bei der Zeitung L'Avenir du Borinage sowie Gewerkschaftsfunktionär als Sekretär des Vorsitzenden und Nationaler Sekretär der Bergarbeitergewerkschaft.
1907 begann er seine politische Laufbahn mit der Wahl zum Mitglied des Gemeinderates von Pâturages, wo er 1921 auch Beigeordneter wurde. 1921 wurde er als Kandidat der POB erstmals zum Mitglied der Abgeordnetenkammer gewählt und vertrat in dieser bis 1954 das Arrondissement Mons.
Premierminister Paul van Zeeland berief ihn 1935 in dessen Kabinett zum Minister für Arbeit und soziale Vorsorge. Dieses Ministeramt bekleidete er auch in den nachfolgenden Regierungen von Paul-Émile Janson und Paul-Henri Spaak bis 1939. Anschließend war er erstmals bis 1940 Bürgermeister von Pâturages. Zwischen 1944 und 1952 war er erneut Bürgermeister seiner Geburtsstadt.
Für seine politischen Verdienste wurde ihm am 3. September 1945 der Ehrentitel Staatsminister verliehen.
Zwischen 1947 und 1948 war er in einem Kabinett von Paul-Henri Spaak Minister für Brennstoffe und Energie.

## Veröffentlichungen
Delattre war darüber hinaus Autor zahlreicher Bücher, in denen er sich mit dem Leben und den Lebensumständen von Bergarbeitern, aber auch mit dem Bergbau aus politischer Sicht wie der Verstaatlichung von Bergwerken auseinandersetzte. Zu seinen Veröffentlichungen zählen:
- La Nationalisation des mines, 1924
- Une Grande bataille sociale : la grève des mineurs du Borinage, 1925
- La Lutte contre le grisou, 1931
- Histoire de nos corons, 1939
- Histoire d'une famille de mineur, 1946
- Le Chant de la mine, 1946
- Dans la Bourrasque, 1946
- Combats, 1949
- L'Héritage d'Antoine Coulisse, 1950
- Souvenirs, 1957
- À la gloire du mineur, 1958
- Alfred Defuisseaux. Un homme, une période, 1959